# آرامگاه سلطان پیر
آرامگاه سلطان پیر مربوط به سده‌های متاخر دوران‌های تاریخی پس از اسلام - اواخر دوره قاجار است و در سرد رود، بالاتر از پارک بزرگ مره خونی واقع شده و این اثر در تاریخ ۶ اسفند ۱۳۸۵ با شمارهٔ ثبت ۱۷۵۰۵ به‌عنوان یکی از آثار ملی ایران به ثبت رسیده است.